# Anuschtegin ad-Duzbiri
Anuschtegin ad-Duzbiri († 10. Januar 1042) war Statthalter der Fatimiden in Palästina und Syrien (1023–1042).
Anuschtegin war wohl uigurischer Abstammung und geriet 1007 bei der Eroberung von Hotan durch die Muslime in Gefangenschaft und wurde versklavt. Zwar gelang ihm die Flucht, doch wurde er in Buchara erneut versklavt, worauf er nach Bagdad und 1010 nach Damaskus kam. Dort wurde Anuschtegin von einem Offizier Duzbiri erworben, dessen Namen er in der Folgezeit annahm. Nachdem er 1012 an den Kalifen al-Hakim verschenkt worden war, kam er zunächst zur Armee, wurde aber bald Page von al-Hakim. Nachdem er sich als Kommandant von Baalbek und Cäsarea in Palästina bewährt hatte, wurde er 1023 zum Statthalter in Palästina ernannt. Dieses Amt behielt er auch unter Kalif Az-Zahir (1021–1036).
In diesem Amt kam es bald zu Konflikten mit den Tayyi-Beduinen aus dem Ostjordangebiet, die ihre Kontrolle über die Bauern im Westjordanland ausweiten wollte. Als Anuschtegin die Interessen der fatimidischen Zentralgewalt vertrat, führte dies zum Aufstand der Tayyi-Beduinen, die sich auch mit den Banu Kalb um Damaskus und den Banu Kilab um Aleppo verbündeten. 
In Palästina konnten die Aufständischen zunächst einige Erfolge erzielen, so dass sich Anuschtegin ad-Duzbiri nach Askalon zurückziehen musste. Auch den Banu Kilab gelang die Eroberung von Aleppo, wo sie das Emirat der Mirdasiden begründeten. Dagegen konnte Damaskus von den Beduinen nicht erobert werden. 
Nach seiner zeitweiligen Absetzung und Verhaftung wurde ad-Duzbiri 1028 erneut Kommandeur der Fatimiden in Palästina und Syrien. In der Zwischenzeit war es der fatimidischen Diplomatie gelungen die Koalition der Beduinen zu sprengen und ein Bündnis mit den Banu Kalb abzuschließen. Mit diesen gelang Anuschtegin ad-Duzbiri bei Tiberias 1029 ein entscheidender Sieg über die Aufständischen, womit die Fatimiden wieder die Kontrolle über Syrien erringen konnten. Allerdings konnten sich die Mirdasiden unter Anerkennung der fatimidischen Oberhoheit in Aleppo behaupten.
In der Folgezeit konnte ad-Duzbiri seine Machtstellung als Statthalter in Syrien weiter ausbauen und zunehmend eine unabhängige Politik betreiben. So trat er in Kontakt mit Byzanz und konnte 1038 im Bündnis mit den Banu Tayyi und den Banu Kalb Aleppo erobern und die Mirdasiden vertreiben. Durch seine Herrschaft über ganz Syrien wurde ad-Duzbiri zunehmend zu einer Bedrohung für die Fatimiden. 1041 gelang diesen unter dem Wesir al-Dschardscharai in Damaskus eine Revolte seiner Truppen anzuzetteln. Diese zwang ad-Duzbiri zur Flucht nach Aleppo, wo er  am 10. Januar 1042 starb.